# Corinne Touzet

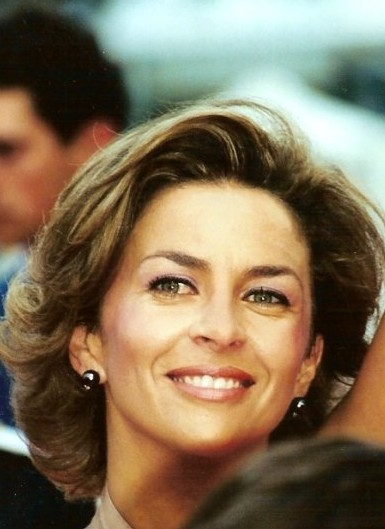
Corinne Touzet

Corinne Touzet (* 21. Dezember 1959 in Orthez) ist eine französische Schauspielerin, Regisseurin und Produzentin.

## Leben
1981 gab Touzet ihr Debüt in der Titelrolle der Fernsehserie Marianne, une étoile pour Napoléon. 1986 folgte mit dem Film La Rumba ihre erste große Rolle im Kino. Von 1996 bis 2007 war sie die Heldin der TF1-Serie Une femme d’honneur in der Rolle von Isabelle Florent. Die Pilotfolge hatte 12.300.000 Zuschauer. Dieser Erfolg markierte den Beginn einer der Lieblingsserien der Franzosen.
Im Rahmen von Sept d’or wurde sie 1997 als beste Schauspielerin für ihre Rolle der Isabelle Florent ausgezeichnet. Im Jahr 2000 gründete sie ihre eigene Produktionsfirma Corilan.
Touzet ist geschieden und Mutter einer Tochter (* 1994).

## Filmografie (Auswahl)
- 1981: Marianne, une étoile pour Napoléon (Fernsehserie)
- 1982: S.A.S. Malko – Im Auftrag des Pentagon (S.A.S. à San Salvador)
- 1984: Der Cowboy – Ein großer Polizist (Le Cowboy)
- 1986: La rumba
- 1987: Sabba – Die Hexe (La visione del Sabba)
- 1988: Crash (Fernsehfilm)
- 1988: Gefangene (Prisonnières)
- 1990: Kommissar Navarro (Navarro, Fernsehserie, 1 Folge)
- 1990: Auf eigene Faust (Counterstrike, Fernsehserie, 1 Folge)
- 1991: Jo, Fotomodell (La moglia nella corniche) (Mini-Serie)
- 1991: Im ersten Kreis der Hölle (The First Circle) (Fernsehfilm)
- 1991: Red Fox (Fernsehfilm)
- 1992: Juwelen des Schicksals (Jewels) (Fernsehfilm)
- 1993: Karl der Große (Charlemagne, le prince à cheval) (Mini-Serie)
- 1993: Der Betrogene (Fernsehfilm)
- 1995: Die Abenteuer des Arsène Lupin: Die Jade-Maske (Le Retour d'Arsène Lupin) (Fernsehfilm)
- 1995: Passion Mortelle (Fernsehfilm)
- 1996–2008: Une femme d’honneur (Fernsehserie, 37 Folgen)
- 1997: Die Feuerfalle (Rideau de feu) (Fernsehfilm)
- 1998: D’or et de safran (Fernsehfilm)
- 1998: Une leçon d’amour (Fernsehfilm)
- 1999: La traversée du phare (Fernsehfilm)
- 2001: Inséparables (Fernsehfilm)
- 2005: L’enfant de personne (Fernsehfilm)